# Wernersstraße (Düren)

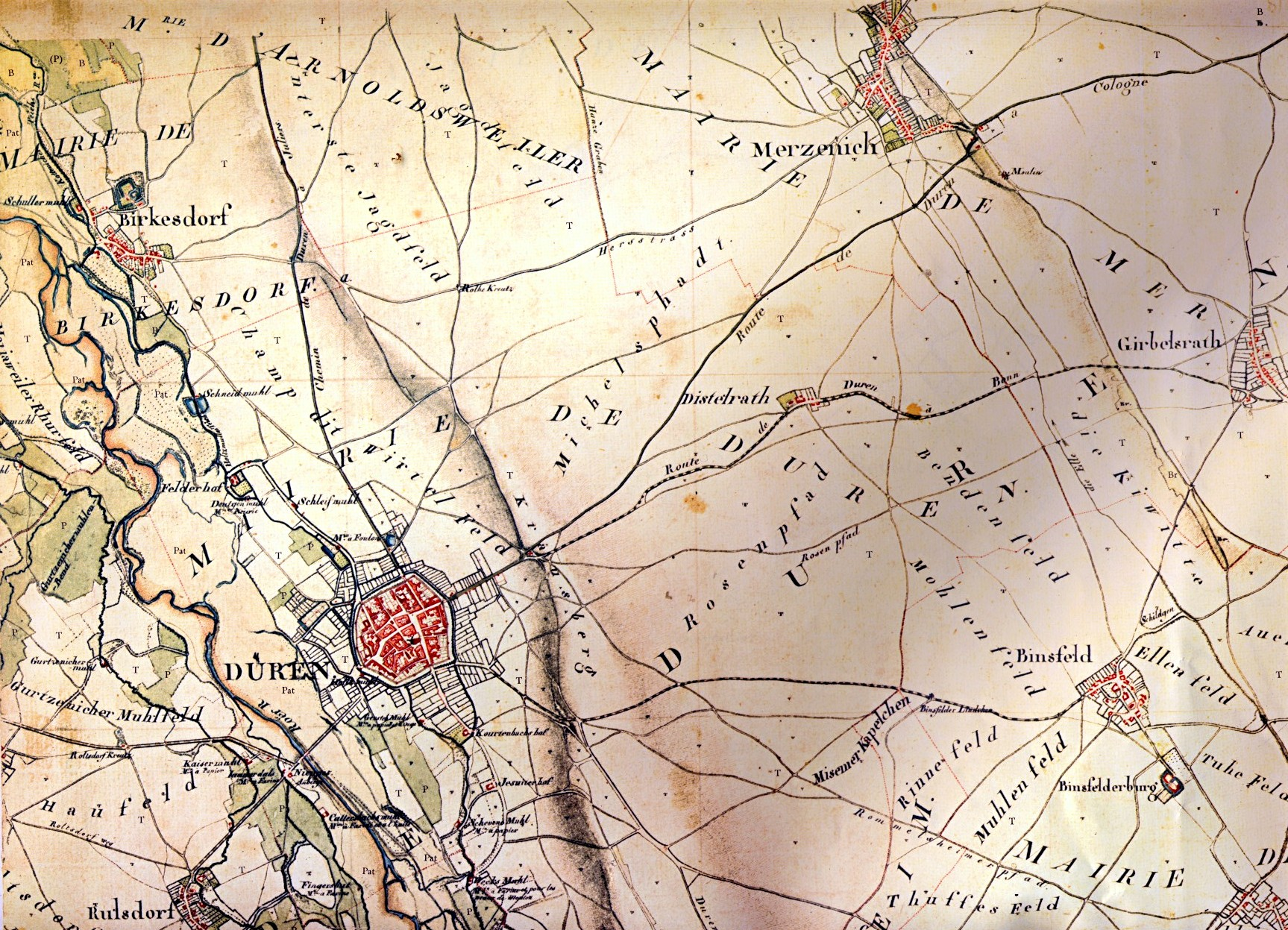

Die Wernersstraße in der Kreisstadt Düren (Nordrhein-Westfalen) ist eine historische Innerortsstraße.

## Lage
Die Straße beginnt an der Hohenzollernstraße und endet an der Dr.-Kotthaus-Straße / Am Adenauerpark.
An der nördlichen Straßenseite liegt ein großes Seniorenwohnheim, auf der südlichen eine der drei Realschulen von Düren, die frühere evangelische Martin-Luther-Schule.

## Geschichte
Die Straße ist nach dem ersten Berufsbürgermeister von Düren, Hubert Jakob Werners (1831–1894) benannt. Bürgermeister war er von 1868 bis 1894.
Die Wernersstraße führte ehemals bis zur Hohenzollernstraße den Namen Franzosengasse. Es hatte am 2. Oktober 1794 die Schlacht bei Aldenhoven zwischen Franzosen und Österreichern stattgefunden, in welcher der rechte Flügel der Franzosen bei Düren kämpfte. Die an der Seuche gestorbenen Franzosen wurden in dem sogenannten Franzosengraben begraben. Am 9. September 1914 sind die Franzosengasse und die Friesenstraße in Wernersstraße umbenannt worden.
An der Straße steht eine Rückriem-Stele. Sie erinnert an das ehemalige Friedrich-Ebert-Jugendheim.